# Mario Cordero
Mario Cordero   (San José, 7 d'abril de 1930 - San José, 10 de juliol de 2002) fou un futbolista costa-riqueny de la dècada de 1950.
Fou 41 cops internacional amb la selecció de Costa Rica.
Pel que fa a clubs, destacà a Saprissa i Marte.
Trajectòria com a entrenador:
- 1964–1967: Saprissa
- 1965:  Costa Rica
- 1968–1970: Saprissa
- 1980: Saprissa